# MD Helicopters

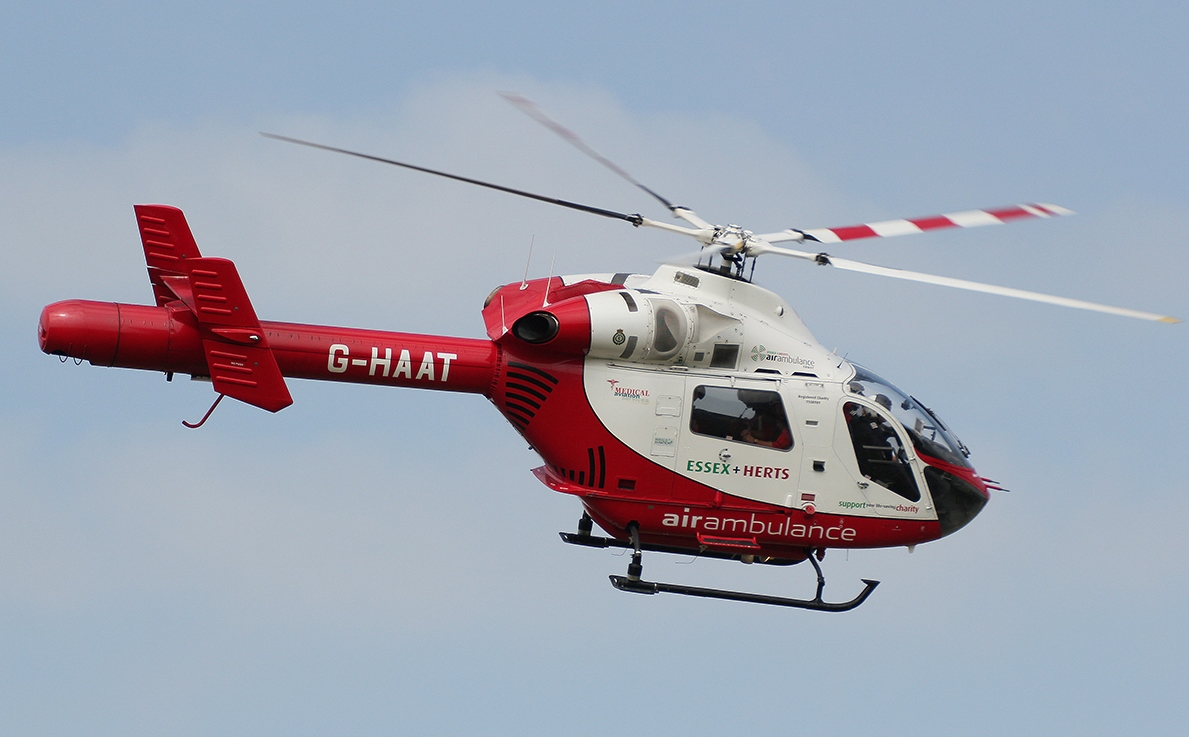
MD Explorer ambulanshelikopter.

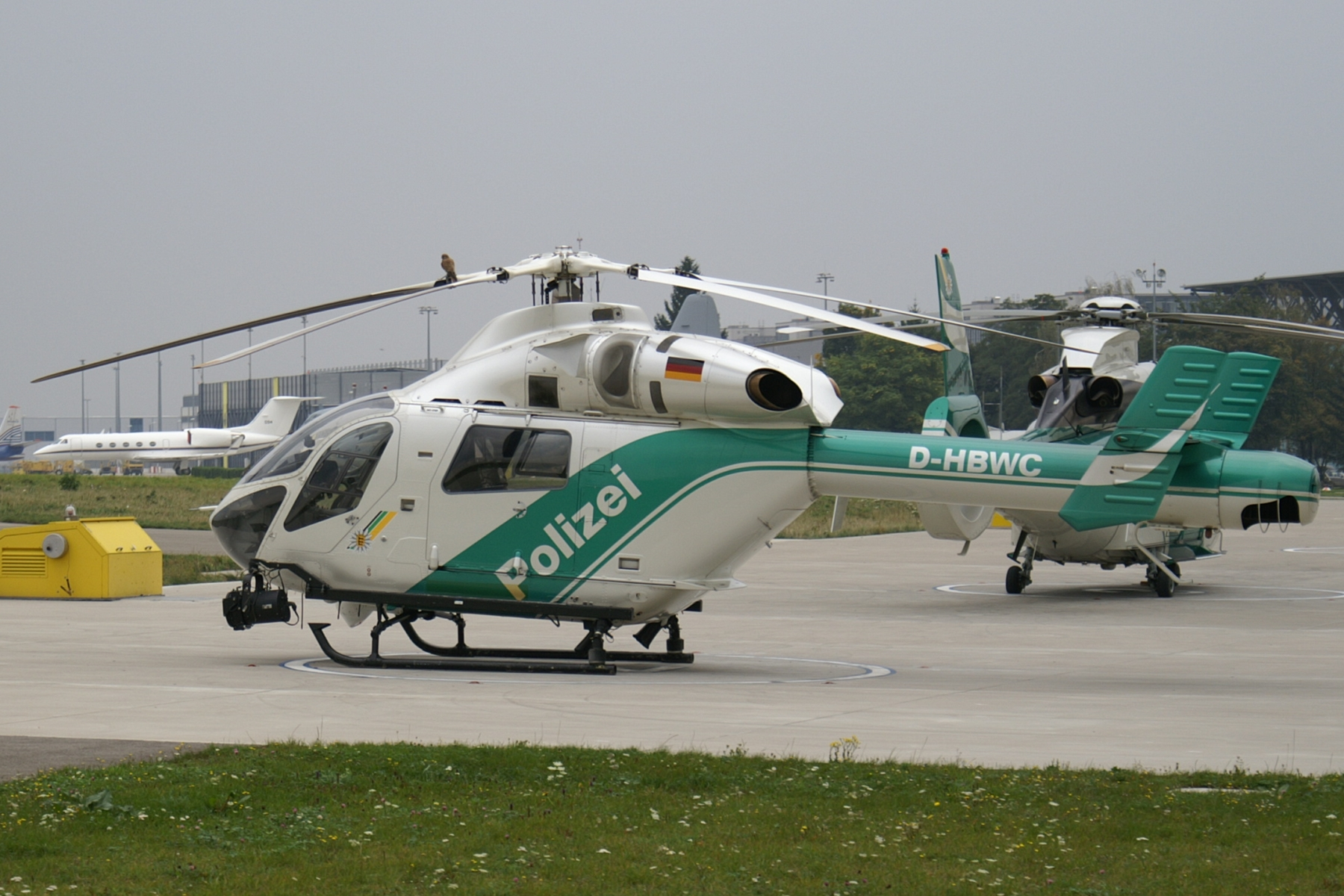
Tysk polishelikopter av modell MD 902.

MD Helicopters är en amerikansk tillverkare av lätta helikoptrar, som bland annat använder teknologin Notar.

## Produktlista

### Civila
- MD 500E
- MD 530F
- MD 520N
- MD 600N
- MD 900N Explorer

### Militära
- AH-6M
- MH-6M
- LUH